# Fuite d'un groupe de discussion du gouvernement des États-Unis
L'affaire de la fuite d'un groupe de discussion du gouvernement des États-Unis, surnommée « Signalgate » par de nombreux médias,,,,), concerne le partage par le conseiller à la sécurité nationale de Trump, Mike Waltz, d'informations militaires confidentielles avec un journaliste de The Atlantic sur un groupe de la messagerie Signal au printemps 2025.
En mars 2025, Jeffrey Goldberg (en), rédacteur en chef du magazine américain The Atlantic, est invité par inadvertance à rejoindre un groupe de discussion de hauts responsables du gouvernement américain sur le service de messagerie Signal. Parmi les participants figurent le vice-président J. D. Vance, le secrétaire à la Défense Pete Hegseth, le secrétaire d'État Marco Rubio, la directrice du renseignement national Tulsi Gabbard et le conseiller à la sécurité nationale Michael Waltz.
Jeffrey Goldberg aurait été invité par Michael Waltz par erreur, et aucun des responsables gouvernementaux ne semble avoir remarqué sa présence alors qu'ils commençaient à discuter d'opérations militaires classifiées imminentes contre les Houthis au Yémen. Le 15 mars, selon Jeffrey Goldberg, Pete Hegseth utilise le groupe de discussion Signal pour partager des plans de frappes militaires à venir, notamment des informations sur les cibles, les armes et le séquençage des attaques.
Dans le discussion, Michael Waltz se réjouit d’avoir identifié un « type à missiles » (missile guy) houthiste alors que ce dernier « entrait dans l’immeuble de sa petite amie ». Cet immeuble, s’exclame Waltz, est « désormais par terre ». J. D. Vance déclare « Excellent » et Tulsi Gabbard : « beau travail et effets réussis ! ». Le bombardement a tué une cinquantaine de personnes, dont une grande part d'enfants et de femmes.
La faille de sécurité est rendue publique le 24 mars, lorsque Jeffrey Goldberg la révèle dans The Atlantic. L'incident soulève de vives inquiétudes quant aux pratiques internes de sécurité de l'information et a suscité des discussions sur les protocoles appropriés pour le traitement des informations sensibles relatives à la sécurité nationale.
Certains, comme l’universitaire Sam Badger, ont critiqué la réaction des médias américains, qui se sont alarmés de la négligence du gouvernement américain et non des massacres qu'il commettait au Yémen.
Mike Waltz est écarté du gouvernement le 1er mai 2025.

## Contexte
À la suite de l'attaque du Hamas contre Israël le 7 octobre 2023, le mouvement houthi du Yémen lance des attaques contre Israël et contre des navires de transport maritime international en mer Rouge, notamment par le bombardement et la destruction de navires et la piraterie. Après son arrivée au pouvoir en janvier 2025, l'administration Trump cherche à mettre en œuvre une réponse plus ferme aux perturbations des voies de navigation internationales par les Houthis que celle entreprise par l'administration Biden.
Signal aurait gagné en popularité auprès des responsables gouvernementaux et du grand public grâce à ses solides fonctionnalités de sécurité, notamment après la faille de sécurité des télécommunications chinoises. Selon Politico, l'application est généralement considérée comme l'un des services de messagerie pour le grand public les plus sécurisés. L'application utilise plusieurs mesures de sécurité notables, notamment le chiffrement de bout en bout par défaut de tous les messages et appels vocaux, une collecte minimale de données et une fonctionnalité de suppression automatique permettant la disparition des messages après une période prédéterminée. Cependant, des experts en cybersécurité, comme l'ancien hacker de la National Security Agency (NSA), Jacob Williams, déclare que Signal n'est ni certifié ni accrédité pour la communication d'informations gouvernementales classifiées. Cela est dû au piratage potentiel des appareils personnels, indépendamment du cryptage de la plateforme, et aux vulnérabilités impliquées lorsque les utilisateurs lient leurs comptes Signal à des ordinateurs de bureau, ce qui stocke les données en dehors de l'enclave sécurisée d'un téléphone et les expose potentiellement à des logiciels malveillants.

## Fuite

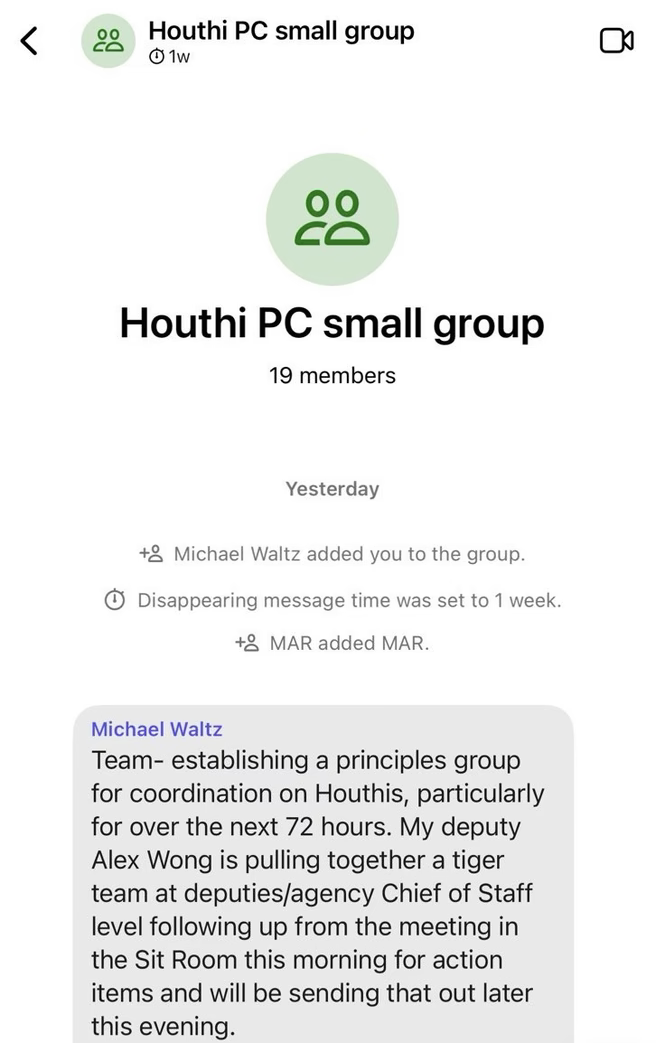
Capture d'écran de la conversation Signal de hauts responsables du gouvernement américain.

Le conseiller à la sécurité nationale Michael Waltz créé une conversation de groupe sur Signal, une application de messagerie chiffrée, qui aurait inclus plusieurs hauts fonctionnaires de l'administration, dont le vice-président J. D. Vance, le secrétaire d'État Marco Rubio, le secrétaire à la Défense Pete Hegseth, le directeur de la CIA John Ratcliffe, la directrice du renseignement national Tulsi Gabbard (identifiée comme « TG »), le secrétaire au Trésor des États-Unis Scott Bessent (identifié comme « Scott B »), le chef de cabinet adjoint présumé de la Maison-Blanche Stephen Miller (identifié comme « S M »), la cheffe de cabinet de la Maison-Blanche Susie Wiles et l'envoyé spécial des États-Unis au Moyen-Orient Steve Witkoff,.
Le 11 mars 2025, lors de la création de ce groupe de discussion, Michael Waltz envoie une demande Signal à Jeffrey Goldberg (en), rédacteur en chef du magazine The Atlantic, pour qu'il se joigne à la conversation. Le 13 mars 2025, Goldberg est ajouté à un groupe de discussion Signal privé intitulé « Houthi PC small group » – « PC » faisant vraisemblablement référence au « Principals Committee », terme désignant généralement un rassemblement de hauts responsables de la sécurité nationale. Au cours de la discussion qui suit, les responsables auraient partagé des détails opérationnels sensibles concernant les frappes militaires prévues au Yémen, notamment des informations précises sur les cibles, les systèmes d'armes et le séquençage des frappes. Les responsables n'ont apparemment eu connaissance de la présence de Goldberg dans le groupe qu'après la fin des opérations et les échanges post-opérationnels.
Le 13 mars, Steve Witkoff est à Moscou pour rencontrer Vladimir Poutine, mais on ignore s'il avait un appareil équipé de Signal sur lui à ce moment-là. Peu après minuit (heure de Moscou), le message a révélé le nom d'un agent de renseignement de la CIA en activité ; selon un message Telegram de Sergueï Markov, Steve Witkoff et Vladimir Poutine ont eu une réunion jusqu'à 1 h 30 du matin.
Le 14 mars, les discussions au sein du groupe portent sur une éventuelle action militaire contre des cibles houthies. Steve Witkoff quitte la Russie et se trouve à Bakou, en Azerbaïdjan. Le compte identifié comme le vice-président J. D. Vance exprime des réserves quant au calendrier de l'opération et à sa conformité avec les messages de l'administration, suggérant un report d'un mois. Ce compte déclare :

« Je ne suis pas certain que le président soit conscient de l'incohérence de cette décision avec son message actuel sur l'Europe. Il existe un risque supplémentaire de flambée modérée à sévère des prix du pétrole. Je suis prêt à soutenir le consensus de l'équipe et à garder ces préoccupations pour moi. Mais il existe de solides arguments en faveur d'un report d'un mois, d'un travail de communication sur l'importance de cette situation, d'une analyse de la situation économique, etc. »

— J. D. Vance, vice-président des États-Unis.
Le compte associé à Pete Hegseth répond en justifiant une action immédiate, soulignant les risques d'un report, notamment d'éventuelles fuites qui pourraient donner l'impression que l'administration est indécise. La discussion de groupe porte notamment sur les intérêts économiques européens dans les voies de navigation en mer Rouge et sur la politique de l'administration en matière de partage des coûts avec ses alliés. Le compte associé à J. D. Vance déclare :

« Je déteste devoir à nouveau renflouer l'Europe »

— J.D. Vance, vice-président des États-Unis.
Le compte associé à Pete Hegseth répond :

« VP : Je partage pleinement votre aversion pour les profiteurs européens. C'est pathétique. Mais Mike a raison, nous sommes les seuls sur la planète (de notre côté) à pouvoir faire cela. »

— Pete Hegseth, secrétaire à la Défense des États-Unis.
Le compte présumé de Stephen Miller met fin à la discussion en déclarant que le président a donné son « feu vert », mais souhaite obtenir l'assurance que les nations européennes contribueraient financièrement à la sécurisation des voies de navigation.
Le 15 mars à 11 h 44 UTC-4, le compte associé à Pete Hegseth partage ce que Jeffrey Goldberg décrit comme des informations opérationnelles détaillées concernant des frappes imminentes, notamment des informations sur les cibles, les systèmes d'armes à employer et le séquençage des attaques. Jeffrey Goldberg précise que ce message indiquait que les frappes commenceraient vers,13 h 45 UTC-4.
Le 15 mars, à 17 h 0 UTC-4, à la suite des frappes, les membres du groupe ont échangé des messages de félicitations. Le compte associé à Michael Waltz qualifie l'opération militaire de « travail formidable », tandis que d'autres comptes répondent positivement. Le compte associé à Michael Waltz partage trois émojis en réponse : un poing, un drapeau américain et un symbole de feu. Un utilisateur identifié comme « MAR », vraisemblablement Marco Rubio, félicite « Pete et votre équipe ! », faisant référence au secrétaire à la Défense Pete Hegseth. Le compte associé à Steve Witkoff envoie un message contenant cinq émojis : deux mains en prière, un biceps contracté et deux drapeaux américains.
Jeffrey Goldberg observe la conversation sans y participer et se retire finalement de la discussion, ce qui avertit automatiquement le créateur du groupe. Il ne reçoit aucune demande de renseignements concernant sa participation ou son départ. Il publie ensuite un article sur le groupe de discussion dans The Atlantic le 24 mars 2025, révélant la faille de sécurité.

## Diffusion intégrale

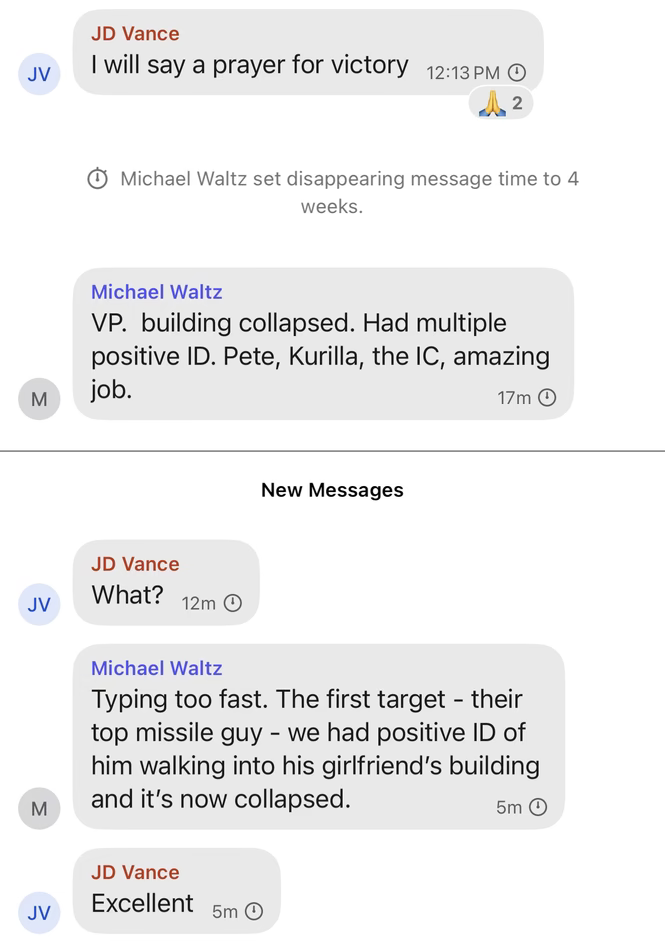
Capture d'écran de la conversation divulguée montrant Michael Waltz informant J. D. Vance du résultat des attaques américaines de mars 2025 au Yémen.

Confronté aux affirmations répétées de l'administration Trump selon laquelle les informations partagées sur le groupe de discussion Signal, en particulier celles relatives aux préparatifs de l'opération militaire au Yémen, ne sont pas sensibles ni classifiées (voir infra), The Atlantic demande au gouvernement Trump si, par conséquent, il a la moindre objection à ce que le magazine diffuse l'intégralité de la conversation. Karoline Leavitt, porte-parole de la Maison-Blanche, s'y oppose, indiquant que même si elle ne contient pas d'informations classées elle contient des « éléments sensibles ». Le 26 mars, The Atlantic décide de tout de même diffuser la conversation, à l'exception du nom d'un officier de la CIA ; le journal met en exergue un message de Pete Hegseth qui indique, deux heures avant les frappes, l'horaire auquel des chasseurs F-18 doivent décoller ainsi que l'horaire prévu des bombardements.
Dans leur article du 26 mars 2025, Jeffrey Goldberg et Shane Harris publient le message du secrétaire à la Défense Pete Hegseth qui partage les détails opérationnels des frappes :

« MISE À JOUR :

MAINTENANT (11h44 ET) : La météo est FAVORABLE. Nous venons de CONFIRMER avec le CENTCOM que nous sommes prêts à lancer la mission.

12h15 ET : LANCEMENT des F-18 (1re phase de frappes)

13h45 : Début de la première fenêtre de tir des F-18 « Trigger Based » (le terroriste ciblé est à sa position connue donc [on] DOIT ÊTRE À L'HEURE) – aussi, lancement des drones d'attaque (MQ-9)

14h10 : Lancement de nouveaux F-18 (2e phase de frappes)

14h15 : Drones de combat sur la cible (C'EST À CE MOMENT QUE LES PREMIÈRES BOMBES SERONT DÉFINITIVEMENT LARGUÉES, en attendant les objectifs antérieurs)

15h36 : F-18 début de la 2e phase de frappes – également, premiers Tomahawks basés en mer lancés.

SUITE À SUIVRE (selon le calendrier)

Nous sommes actuellement en règle avec OPSEC.

Bonne chance à nos guerriers. »

— Pete Hegseth, secrétaire à la Défense des États-Unis.
À la suite de ce message, le conseiller à la sécurité nationale, Michael Waltz, envoie un message confirmant que la cible se trouvait dans un immeuble effondré et que la frappe a réussi. Plus tard dans la journée, Pete Hegseth confirme au groupe que d'autres frappes sont prévues.

## Réactions

### Présidence et gouvernement américain
Lors de la publication de l'article de The Atlantic le 24 mars 2025, le porte-parole du Conseil de sécurité nationale, Brian Hughes, publie une déclaration confirmant l'authenticité de la chaîne de messages et indiquant qu'ils « examinaient comment un numéro avait été ajouté par inadvertance à la chaîne ». Brian Hughes qualifie ce fil de discussion de démonstration d'une « coordination politique approfondie et réfléchie entre les hauts responsables » et affirme que l'incident n'a entraîné « aucune menace pour les troupes ou la sécurité nationale ».
Après son atterrissage à la base interarmées Pearl Harbor-Hickam à Hawaï, le secrétaire à la Défense Pete Hegseth nie que des plans de guerre ont été partagés par message.
La porte-parole de la Maison-Blanche, Karoline Leavitt, déclare que le président Trump a « la plus grande confiance en son équipe de sécurité nationale, y compris le conseiller à la sécurité nationale Mike Waltz ».
Deux heures après la publication de l'article dans The Atlantic, lors d'un discours prononcé aux côtés du gouverneur de Louisiane Jeff Landry, Donald Trump est interrogé sur l'incident ; il déclare ne pas en être au courant,. Le lendemain, le 25 mars, lors d'un entretien téléphonique avec NBC News, il déclare que « c'était l'un des collaborateurs de Michael [Waltz] au téléphone. Un membre de son équipe avait son numéro enregistré », exprimant ainsi sa confiance en Michael Waltz.
Le directeur de la communication de J. D. Vance, William Martin, publie une déclaration affirmant que « le vice-président Vance soutient sans équivoque la politique étrangère de cette administration » et que « le président et le vice-président ont eu des conversations ultérieures à ce sujet et sont en parfait accord ».
Selon des sources anonymes au sein de l'administration, l'incident suscite une vive inquiétude en interne, plusieurs responsables se déclarant choqués par cette faille de sécurité. Certains spéculent sur des licenciements et d'autres indiquent que Signal est largement utilisé au sein de l'administration pour les communications (malgré une alerte de l'Agence de sécurité nationale qui en février 2025 avait diffusé une note interne mettant en garde contre l'utilisation de l'application Signal dont la « vulnérabilité » en fait une « cible de haute valeur pour des interceptions d'informations sensibles » ; ce qui donne lieu à des discussions internes sur la mise en œuvre de nouvelles directives ou règles en matière de communication interne),. Pour de telles discussions, les auteurs des messages auraient du obligatoirement utiliser des terminaux sécurisés pour aborder des sujets confidentiels, et obligatoirement verser ces échanges aux archives administratives des États-Unis, éventuellement exploitables à court terme par un juge, ou par des historiens dans le futur.
Le 25 mars, lors d'un événement à la Maison-Blanche avec les ambassadeurs américains nouvellement nommés, Michael Waltz nie toute interaction avec Jeffrey Goldberg, déclarant : « Celui-ci en particulier, je ne l'ai jamais rencontré, je ne sais pas, je n'ai jamais communiqué avec lui ». Donald Trump commente ensuite : « Je ne pense pas qu'il [Michael Waltz] devrait s'excuser. Je pense qu'il fait de son mieux ». « Je ne sais rien de Signal » a affirmé le président Trump, ajoutant que cette messagerie est utilisée par beaucoup de gens, dont des journalistes, mais aussi « par beaucoup de militaires (...) avec succès, je crois (...) mais parfois quelqu'un s'ajoute à ce genre de choses. C'est l'un des prix à payer quand vous n'êtes pas assis dans la Situation Room, sans réseau téléphonique, ce qui est toujours le mieux ».
Mike Waltz est finalement écarté du gouvernement le 1er mai 2025.

### Congrès des États-Unis

#### Chambre des représentants des États-Unis
Le président républicain de la Chambre des représentants, Mike Johnson, déclare à propos de la fuite : « Je pense que ce serait une terrible erreur que des conséquences négatives soient infligées aux personnes impliquées dans cet appel. Ils ont fait du bon travail, la mission a été accomplie avec précision. Je pense que c'est ce qui compte au final ». Il ajoute : « Apparemment, un numéro de téléphone s'est retrouvé par inadvertance sur ce fil de discussion. Ils vont le retrouver et veiller à ce que cela ne se reproduise plus. » Johnson se dit confiant dans la capacité de l'administration à résoudre le problème, affirmant : « Ils vont régler le problème. Ils vont régler le problème ».
Le chef de la minorité démocrate à la Chambre des représentants, Hakeem Jeffries, demande une audience du Congrès sur l'incident, soulignant l'importance de comprendre ce qui s'est passé et de mettre en œuvre des mesures pour éviter que « ce type d'atteinte à la sécurité nationale ne se reproduise ». Hakeem Jeffries qualifie la gestion des informations sensibles par l'administration d'« imprudente, irresponsable et dangereuse ». Il critique également l'administration Trump dans son ensemble, affirmant que les Américains s'étaient vu promettre que Trump avait l'intention de « n'embaucher que les meilleurs », mais qu'au lieu de cela, l'administration est « remplie de laquais et de copains incompétents ».
Après que la Maison-Blanche a nié qu'il s'agissait de données classifiées ou sensibles, le représentant républicain Don Bacon, ancien brigadier général et membre de la Commission des forces armées, déclare que la Maison-Blanche est « dans le déni ».

#### Sénat des États-Unis
Lors d'un discours prononcé le 24 mars, le chef de la minorité démocrate au Sénat, Chuck Schumer qualifie l'incident de « l'une des violations les plus spectaculaires du renseignement militaire » de l'histoire récente. Il exhorte ses collègues républicains à collaborer pour une audition du Congrès sur cette faille de sécurité, qualifiant la situation d'extrêmement grave et exigeant une attention immédiate.
Le chef de la majorité républicaine au Sénat, John Thune, déclare qu'il enquêterait en détail sur l'affaire. Le sénateur républicain du Texas John Cornyn présente une analyse plus critique, la qualifiant d'« énorme erreur ».

### Autres figures politiques
L'ancien directeur de la CIA et secrétaire à la Défense, Leon Panetta, déclare que « quelqu'un doit être renvoyé » et souligne que si une autre personne que Jeffrey Goldberg a reçu l'information, elle « pourrait immédiatement révéler aux Houthis au Yémen qu'ils étaient sur le point d'être attaqués ».
L'ancienne secrétaire d'État et candidate démocrate à l'élection présidentielle de 2016, Hillary Clinton, a réagi à la nouvelle par une brève déclaration sur le réseau social X (anciennement Twitter) : « Vous vous moquez de moi ». Ce commentaire retient l'attention compte tenu de l'affaire des courriels, l'une des principales controverses de l'élection présidentielle de 2016 mises en avant par la campagne de Donald Trump contre son adversaire,.
Pete Buttigieg, ancien officier du renseignement naval et secrétaire aux Transports sous l'administration Biden, qualifie l'incident, du point de vue de la sécurité opérationnelle, de « catastrophe la plus grave imaginable » et conclut que « ces individus ne peuvent pas assurer la sécurité de l'Amérique ».
John Bolton, conseiller à la sécurité nationale pendant la première administration Trump, qualifie de « stupéfiante » l'utilisation de Signal par l'administration, quelle qu'en soit la forme.

### Réactions internationales
Les représentants européens réagissent négativement à la fuite du groupe de discussion ; plusieurs responsables anonymes exprimant leur inquiétude face aux fuites « imprudentes » et à la qualification des européens de « profiteurs » par les responsables américains,. Les responsables européens assurent néanmoins publiquement que leurs relations diplomatiques avec les États-Unis restent stables et que la vie de leurs citoyens n'est pas en danger,.
Le premier ministre canadien Mark Carney, dans le contexte du déclin des relations de son pays avec les États-Unis, réaffirme « le partenariat de renseignement très fort avec les Américains » tout en appelant à ce que les capacités de défense de son pays soient « de plus en plus canadiennes ».
Le Wall Street Journal rapporte que les responsables israéliens auraient exprimé leur colère à leurs homologues américains, car les messages divulgués contenaient des renseignements sensibles fournis par Israël aux États-Unis. Selon un haut responsable du renseignement américain rapporté par CBS News, cette fuite aurait compromis la source humaine au Yémen ayant fourni les renseignements aux Israéliens.

## Suites

### Auditions au Congrès

#### Audition de la Commission spéciale sur le renseignement du Sénat
Le 25 mars, a lieu l'audience annuelle des responsables de la sécurité nationale sur les menaces mondiales devant la Commission spéciale sur le renseignement du Sénat des États-Unis ; cette audience est dominée par l'affaire de la fuite du groupe de discussion Signal.

#### Audition de la Commission permanente sur le renseignement de la Chambre des représentants
Le 26 mars, la Commission permanente sur le renseignement de la Chambre des représentants tient une audition dans le cadre de l'évaluation de la menace mondiale par la communauté du renseignement américaine. La directrice du renseignement national Tulsi Gabbard et le directeur de la CIA John Ratcliffe, tous deux présents dans le groupe Signal, sont questionnés sur la fuite d'information.

### Action en justice d'American Oversight
Le 26 mars, American Oversight, un organisme non partisan et à but non lucratif, porte plainte devant la cour de district des États-Unis pour le district de Columbia contre Pete Hegseth, Tulsi Gabbard, John Ratcliffe, Scott Bessent et Marco Rubio, les accusant de ne pas avoir respecté la loi sur les archives fédérales et la loi sur la procédure administrative,. L'affaire est confiée au juge James Boasberg. À l’issue d’une audience de référé le 27 mars, ce dernier ordonne à l'administration Trump de conserver les messages de la conversation Signal du 11 au 15 mars 2025.

### Deuxième groupe Signal
Le 20 avril, The New York Times révèle l'existence d'un autre groupe Signal où selon quatre témoins Hegseth a également partagé le 15 mars des informations sur l'attaque au Yémen. Les membres du groupe incluaient sa femme, son frère et son avocat personnel,.